# Jean-Jacques Pierre
Jean-Jacques Pierre (Léogâne, 23 gennaio 1981) è un allenatore di calcio ed ex calciatore haitiano, di ruolo difensore.

## Carriera

### Giocatore

#### Club
Ha giocato con vari club tra la prima e la seconda divisione francese (80 presenze totali in prima divisione e 171 presenze con 6 reti in seconda divisione), nella prima divisione greca con il Paniōnios, nella prima divisione uruguaiana con il Peñarol e nella prima divisione argentina con l'Arsenal Sarandí. In carriera, durante la sua permanenza in Sud America, ha inoltre segnato un gol in 7 presenze in Coppa Libertadores e giocato 4 partite in Coppa Sudamericana.

#### Nazionale
Con la nazionale haitiana ha totalizzato complessivamente 64 presenze e 5 reti tra il 2001 ed il 2015; ha inoltre partecipato a quattro edizioni della CONCACAF Gold Cup, nel 2002, nel 2007, nel 2013 e nel 2015.

### Allenatore
Il suo primo incarico da allenatore è stato quello alla guida della nazionale haitiana, con cui ha partecipato alla CONCACAF Gold Cup 2021.